# Paproć (gromada)
Paproć – dawna gromada, czyli najmniejsza jednostka podziału terytorialnego Polskiej Rzeczypospolitej Ludowej w latach 1954–1972.
Gromady, z gromadzkimi radami narodowymi (GRN) jako organami władzy najniższego stopnia na wsi, funkcjonowały od reformy reorganizującej administrację wiejską przeprowadzonej jesienią 1954 do momentu ich zniesienia z dniem 1 stycznia 1973, tym samym wypierając organizację gminną w latach 1954–1972.
Gromadę Paproć z siedzibą GRN w Paproci utworzono – jako jedną z 8759 gromad na obszarze Polski – w powiecie nowotomyskim w woj. poznańskim, na mocy uchwały nr 30/54 WRN w Poznaniu z dnia 5 października 1954. W skład jednostki weszły obszary dotychczasowych gromad Cichagóra i Paproć ze zniesionej gminy Nowy Tomyśl w tymże powiecie. Dla gromady ustalono 16 członków gromadzkiej rady narodowej.
Gromadę zniesiono 1 stycznia 1960, a jej obszar włączono do nowo utworzonej gromady Nowy Tomyśl-Południe w tymże powiecie.